# Alfred Wachtel
Alfred Richard Wachtel (* 1871; † 16. Oktober 1961) war ein deutscher Ingenieur. Er war 1906 Gründungsdirektor des Technikum Konstanz, der heutigen Hochschule Konstanz Technik, Wirtschaft und Gestaltung.

## Leben
Alfred Wachtel war ein Ingenieur und Vorstand des Bodensee-Bezirksvereins des Verein Deutscher Ingenieure (VDI). Er vertrat den Bodensee-Bezirksverein im VDI-Vorstandsrat.
Wachtel gründete 1906 die private „Höhere technische Lehranstalt Konstanz für Maschinenbau, Elektrotechnik, Hoch- und Tiefbau“ (Technikum Konstanz), die heutige Hochschule Konstanz Technik, Wirtschaft und Gestaltung (HTWG Konstanz), im Hinterhaus der Hussenstrasse 17 in Konstanz. Wachtel war bis 1938 Direktor des Technikum Konstanz.
Er ist Namensgeber des seit 1982 von der HTWG Konstanz verliehenen „Alfred-Wachtel-Preises“ sowie des „Alfred-Wachtel-Saal“ im Gebäude P des Hochschulcampus. In Konstanz wurde die „Alfred Wachtel-Straße“ nach ihm benannt.

## Schriften
- Anwendung der Graphostatik im Maschinenbau, mit besonderer Berücksichtigung der statisch bestimmten Achsen und Wellen. Elementares Lehrbuch für technische Unterrichtsanstalten, zum Selbststudium und zum Gebrauch in der Praxis, mit 194 Abbildungen, M. Jänecke Hannover 1906